# Przełęcz Karkonoska
Przełęcz Karkonoska (polska) eller Krkonošské sedlo (tjeckiska) är ett bergspass på gränsen mellan Polen och Tjeckien. Przełęcz Karkonoska ligger 1 198 meter över havet.